# Pseudallapoderus funebris
Pseudallapoderus funebris es una especie de coleóptero de la familia Attelabidae.

## Distribución geográfica
Habita en Vietnam y China.